# Max Biaggi

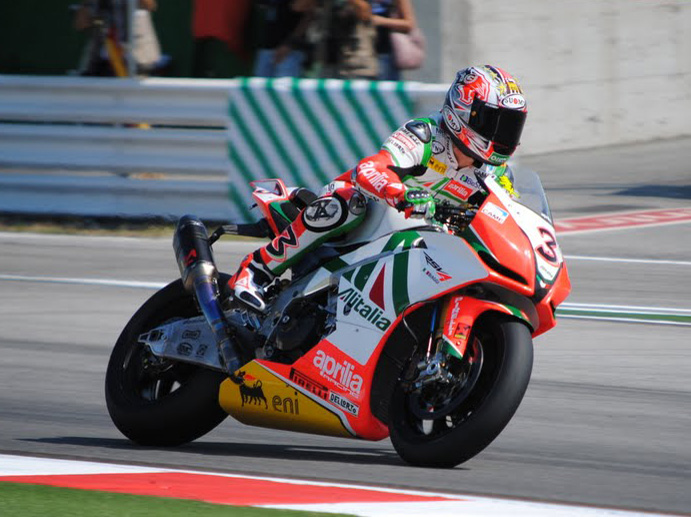
Max Biaggi

Massimiliano „Max“ Biaggi (n. 26 iunie 1971, Roma, Regiunea Lazio, Italia) este un pilot de curse moto italian. El a câștigat consecutiv 4 titluri de campion mondial la motociclism la clasa 250-cm³, fiind campion mondial între anii 1994 - 1997. Din anul 2009 Biaggi participă la campionatul mondial de superbike-uri, în septembrie 2010 ajunge în etapa finală a Campionatului Mondial. Biaggi locuiește în prezent în Monte Carlo, împreună cu fotomodelul Eleonora Pedron, cu care are o fiică.